# الاتحاد الإيبيري

الشعار الرسمي لفيليب الثاني والأول لإسبانيا والبرتغال، أدخل به شعار البرتغال على تاجي قشتالة-ليون وأراغون.

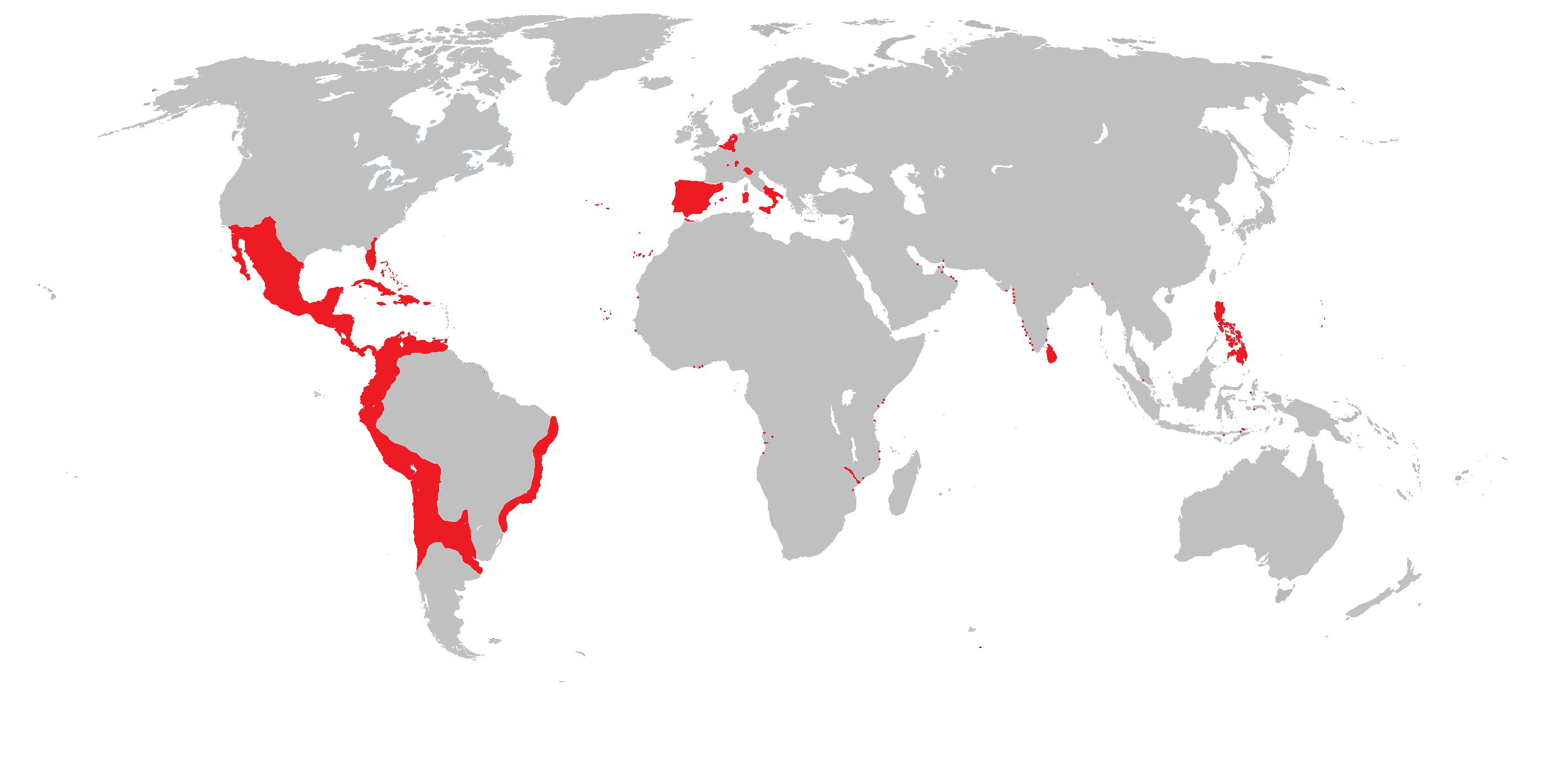
خريطة الإمبراطورية الإسبانية البرتغالية في 1598.
مستعمرات تحت سيطرة تاج قشتالة
مستعمرات تحت سيطرة تاج أراغون
مستعمرات تحت سيطرة تاج البرتغال
مستعمرات تحت سيطرة تاج إيطاليا
مستعمرات تحت سيطرة تاج الإنديز
مستعمرات تحت سيطرة تاج الفلاندرز

الاتحاد الأيبيري وهو إتحاد سلالي بين تاجي البرتغال وإسبانيا بين من سنة 1580 إلى 1640 جعل كامل شبه جزيرة أيبيريا مع مستعمرات إسبانيا والبرتغال تحت حكم ملوك إسبانيا هابسبورغ: فيليب الثاني والثالث والرابع (الملوك الفيليبيون). وبدأ الاتحاد بعد أزمة الخلافة البرتغالية والتي نتج عنها حربا أهلية، فاستغل ذلك فيليب الثاني ملك إسبانيا فاستولى على البرتغال بعد أن هزم أنطونيو أحد أفراد الأسرة الحاكمة الذي حكم البرتغال لمدة 33 يوم فقط قبل أن يسقطه فيليب من عرشه. استمر هذا الاتحاد 60 عاما حتى قيام حرب الاستعادة البرتغالية ونشأة أسرة براغانزا التي حكمت البرتغال.
كان الملك هابسبورغ هو العنصر الوحيد الذي يربط بين الأقاليم الإمبراطورية وممالكها. فقد ظلت الحكومات والمؤسسات الحكومية والتقاليد القانونية لكل مملكة مستقلة عن بعضها البعض. فقانون الأجانب
(Leyes de extranjeria) قرر أن أي شخص ينتمي لمملكة ما هو أجنبي في الممالك الإيبيرية الأخرى.

## المظهر العام
إن توحيد شبه الجزيرة الإيبيرية كان هدفا لملوك المنطقة السابقين بهدف إحياء النظام الملكي القوطي. فقد اتخذ كلا من سانشو الثالث ملك نافارا وألفونسو السابع ملك قشتالة لقب "Imperator totius Hispaniae" وتعني امبراطور كل هسبانيا.

## التأسيس

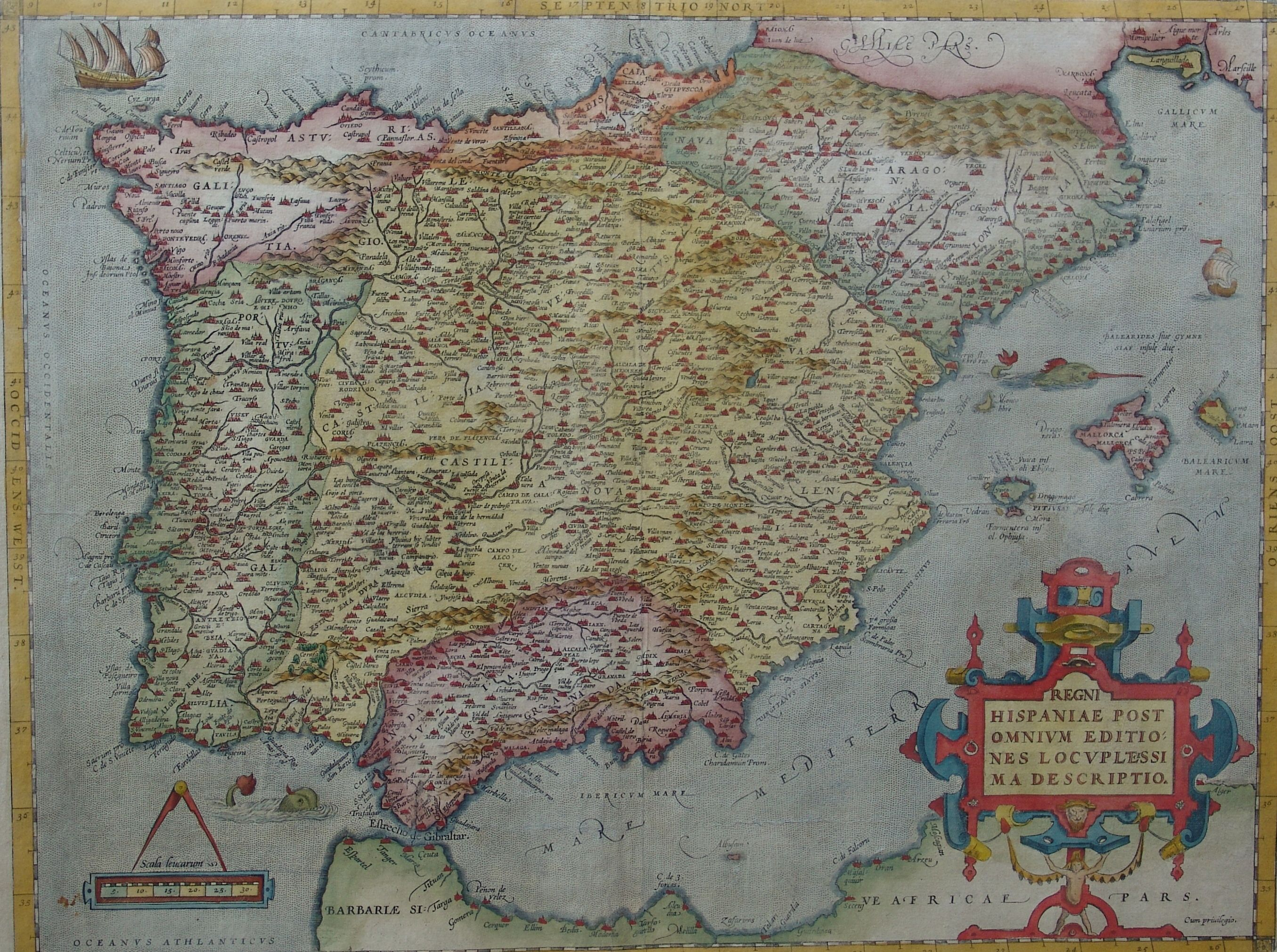
الخريطة السياسية لشبه جزيرة إيبيريا 1570

كانت من نتائج معركة وادي المخازن في المغرب سنة 1578 أن قضت على الملك سبستيان الأول ملك البرتغال وقضت أيضا على سلالة أفيز. فخلفه الكاردينال هنريك ذو السبعين عاما. فلم يدم حكمه طويلا حتى مات في 1580، فأضحت هناك أزمة خلافة بين أحفاد لمانويل الأول الثلاثة، كل يطالب بأحقيته بالتاج وهم: كاترين (دوقة براغانزا) (المتزوجة من جواو الأول (دوق براغانزا)) وأنطونيو من كراتو وفيليب الثاني ملك إسبانيا. فقد هلل أهالي شنترين بإعلان أنطونيو أنه ملك البرتغال يوم 24 يوليو 1580، فوافقت العديد من المدن والبلدات في المملكة. ففر بعض أعضاء حكومة البرتغال والأدواق الذين دعموا فيليب الثاني إلى إسبانيا وأعلنوا أنه الخلف القانوني لهنري. فدخل فيليب البرتغال وهزم قوات أنطونيو في معركة الكانترا. ودخلت فرق الأثلاث الاسبانية بقيادة دوق ألبا الثالث التي كانت تحتل الريف مدينة لشبونة. وقد فرض دوق ألبا على المقاطعات البرتغالية إعلانهم الولاء لفيليب قبل دخوله لشبونة، حيث استولوا على كنوز ضخمة; وقد سمح لجنوده بنهب محيط العاصمة. وقد نصِّب فيليب الثاني ملكا على البرتغال باسم فيليب الأول ملك البرتغال سنة 1581 (اعترف به مجلس تومار ملكا) وبدأت سلالة الفيليبيين بالحكم. فقبل أن يغادر إلى مدريد في 1583 عين فيليب ابن أخته ألبرت النمساوي نائبا له على لشبونة. وأنشأ في مدريد مجلس البرتغال للتشاور معه حول الشؤون البرتغالية.
لم يتغير الوضع في البرتغال تحت حكم فيليب الأول والثاني، فقد لقبا أنفسهما بصورة غير مناسبة للعصر وهو فيليب الأول والثاني لإسبانيا على التوالي (اسبانيا كان اسم جغرافي معين أطلق على كل الجزيرة الإيبيرية في ذلك الوقت، ولم يطلق على دولة معينة أو جنسية أو مملكة). وقد قدم كل الملكين وظائف ممتازة للنبلاء البرتغاليين في البلاط الملكي والمجالس الإسبانية، واستمرت البرتغال مستقلة في قوانينها وعملتها وحكومتها. وقد كان هناك اقتراح بنقل العاصمة الملكية إلى لشبونة.

## الإستمرارية في النظام الإداري
نظرا للتعقيد في إدارة الحكومة، فقد احتاج الملك إلى أجهزة معاونة مثل المجالس (Consejos) المكرسة لتقديم المشورة وحل المشاكل وتقديمها إلى الملك للإطلاع عليها والفصل فيها. هذا التعقيد يحتاج إلى مقر دائم، فجعل فيليب الثاني مدريد العاصمة لحكمه في 1562 وأنشأ فيها مقر للبلاط الملكي وطاقم الحكومة. مع أن الحكومة انتقلت خلال فترة وجيزة إلى بلد الوليد مع طاقمها الإداري (1601-1606).
أما بالنسبة للأداء، تأتي المراسلات الإدارية للمجالس مختلفة إلى مدريد، ثم تقوم سكرتارية (وزير) كل مجلس بترتيب الامور التي تستوجب تقديمها للملك، ثم يجتمع الملك بعدها مع الوزراء طالبا رأي المجلس. فيرد المجلس بعدئذ بجلسة لعلاج القضية لترفع مداولاته الرسمية إلى الملك. فيقوم الوزير بإطلاع الملك على المداولات، ثم يعيدها إلى مجلس مع رد الملك ليتم التنفيذ. تكون اجتماعات المجالس في القصر الملكي، وعادة ليس بالضرورة حضور الملك. وفي نظام ابوليسنودي [الإنجليزية] تبرز أهمية مجلس الدولة (Consejo de Estado). فتوكل إلى مجلس مدريد الإعلان عن القرارات الرئيسية التي تهم النظام العام والدفاع عن الهيكل الملكي اسباني، وإن كان في كثير من الأحيان يتطرق للأمور البرتغالية. حتى مجلس الحرب (Consejo de Guerra) فإنه يمارس اختصاصاته على الجيوش الموجودة في الحصون القشتالية المقامة على سواحل البرتغال.
وهناك أيضا مجالس ذات طابع إقليمي ومهمتها التخصص في فضائها الإقليمي، مثل مجلس قشتالة ومجلس أراغون ومجلس نافار ومجلس إيطاليا ومجلس الإنديز ومجلس فلاندرز ومجلس البرتغال (انشئ سنة 1582). واحتوى مجلس البرتغال من رئيس وستة مستشارين (أصبحوا أربعة بعدها) وقد ألغي هذا المجلس في 1668. ويتكون عمل المجلس من ممثل مقرب للملك وبلاط التاج البرتغالي للأمور التي تعتمد على العدل والشرف وأخيرا الاقتصاد في نطاق الملكية البرتغالية. أي قرار للملك يتعلق بالمملكة يجب ان يكون هدف لتشاور المجلس قبل أن ينتقل إلى مستشارية لشبونة ثم البلاط المختص. وتألق مجلس البرتغال مرتين: في 1619 عندما حضر الملك لشبونة، وبين 1639-1658 عندما جعل المجلس العسكري للبرتغال بديلا عنه. ولكن استمر المجلس في عمله عندما لم يعترف فيليب الرابع بإستقلال البرتغال، واستمر بالاهتمام بالبرتغاليين الأوفياء بالحكم الإسباني وحكومة سبتة.
فيما يتعلق بحكومة مملكة البرتغال ذاتها. فإنه خلال دمجها بمملكة إسبانيا فقد احترم عموم ملوك هابسبورغ الإسبان التعهدات التي قطعت في تومار سنة 1581 بالسماح بحكم ذاتي معتبر للبرتغال واحترام أراضي إمبراطوريتها. وخصصت مكاتب عامة للمواضيع البرتغالية في الداخل والخارج. أحيانا يكون الحاكم ممثلا للملك في لشبونة وأحيانا يكون نائب الملك. لذا تركت اسبانيا للبرتغاليين إدارة شؤونهم وشؤون امبراطوريتهم، بإشراف عام من مدريد وتوجيه من نائب الملك في لشبونة. ومع ذلك فإن المسائل المهمة ترجع إلى مدريد، حيث يأتون قبل مجلس البرتغال. يعزز نظام ابوليسنودي في مملكة البرتغال بالتالي:
- مجلس الدولة (Conselho de Estado) في لشبونة هو المجلس الخاص للملك مناط به مناقشة القضايا المرتبطة بالتاج وخاصة المتعلق بالسياسة الخارجية. ولكن يمكن إرسال ملاحظات مستشارين المجلس إلى الملك، ومن خلال نائبه يتمكن الملك من مناقشتهم. وبالرغم من أن عمل مجلس لشبونة هو مجلس استشاري كبير لمندوب الملك، إلا أن تعريف هذا المجلس ليس واضحا ناحية الصلاحيات الإدارية والواقع أنه لم ينجز أي دور إداري. حافظ ملوك اسبانيا بجعل وزيرين للخارجية، أحدهما مختص بالمملكة والآخر للإنديز، أي مختص للمستعمرات، وقد ذهبت العديد من النزاعات إلى القضاء حتى إنشاء مجلس الإنديز في 1604.
- في نفس الوقت أبقى ملوك اسبانيا على مكتب للوعي والأوامر (Mesa da Consciência e Ordens) الذي يعتبر محكمة ومجلس للشؤون الدينية وهو المتعهد بإدارة التعيينات الكنسية وله حق بإصدار الأوامر العسكرية في المستعمرات كما في الوطن.
- ظلت محاكم التفتيش البرتغالية مستقلة عن نظيرتها الإسبانية. حيث أن هناك ثلاث محاكم في لشبونة وقلمرية ويابرة.
- وأيضا مجلس العدل الملكي (Desembargo do Paço) المصون، فهو قمة النظام القضائي البرتغالي في لشبونة وهو أعلى محكمة في المملكة ويتحكم في تعيين جميع القضاة والخبراء القانونيين والأشراف على محكمة الاستئناف في لشبونة فضلا عن المحاكم العليا في أراضي البرتغال الخارجية. والوظيفة الأولى لمجلس العدل الملكي كانت التحكم في توظيف القضاة ومراقبة أدائهم في ممارسة المهام، وتمتد هيمنته على جميع المهن القانونية. وأيضا يبت في النزاعات بين محاكم المملكة، ويمنح الإعفاءات وأعمال شرعية وامور أخرى مشابهة عن العدالة والشرف. وفي مناسبات تقوم بنصح الملك في الأمور السياسية والاقتصادية إضافة إلى المسائل القضائية. وعلاوة على ذلك، فقد شكلت لجنة من القانونيين لإصلاح النظام القانوني مما أنتج قانون جديد للبرتغال سمي بمراسيم الفلبين الصادر في 1603.
- كلا من محكمة الاستئناف والدار المدنية هما محاكم ملكية للقضايا المدنية مثل القضايا الجنائية. ويمارس الدار المدنية عمله على الجزء الشمالي من المملكة، أما محكمة الاستئناف فهو على بقية المملكة بما في ذلك الجزر ومناطق عبر البحار.
- في 1591 أزاح مجلس الخزانة أربعة نظار الخزانة واستبدل بهم ناظر خزانة واحد يرأس أربعة أعضاء (اثنان منهم محامين) وأربعة أمناء. ومهمة المجلس هي مراقبة مسؤولي التمويل وإدارة حاجيات الملك الشخصية وتمارس ولايتها القضائية على الجمرك والترسانة ومحكمة الحسابات وإدارة التجارة الاحتكارية عبر البحار.
- تمت الاستفادة من مستشارية الإنديز (Conselho da India) الذي انشئ سنة 1604 المختص في كل الشؤون الخارجية، وبعيدا عن القضايا المتعلقة بماديرا وجزر الأزور وحصونهم في المغرب، فإن تعيين المسؤولين الاستعماريين وبعثاتهم تدار من المستشارية. ومع هذا فإن مجلس الخزانة هو المسؤول عن الرحلات البحرية وشراء وبيع الفلفل وجمع الإيرادات الملكية، أي باختصار جميع المسائل الاقتصادية. وبالتالي فإن مستشارية الإنديز له صلاحيات محدودة مثلما أنشئها ملك اسبانيا، مما أثار استياء البرتغاليين وسبب ارتيابا لدي مكتب للوعي والأوامر، فألغيت مستشارية الإنديز في 1614.
- ومع ذلك فقد احتاج الوضع السياسي إلى ردود فعل سريعة، وفي هذا السياق ظهر نظام المجالس للتعامل في قضايا محددة مثل: المجلس العسكري لإصلاح مجلس البرتغال (1606-1607، 1610)، والمجلس العسكري لترتيب ديون الخزانة (منذ 1627) ومجالس تنظيم أساطيل الإغاثة البحرية للبرازيل (منذ 1637).[17]

## تحدي الإمبراطورية البرتغالية

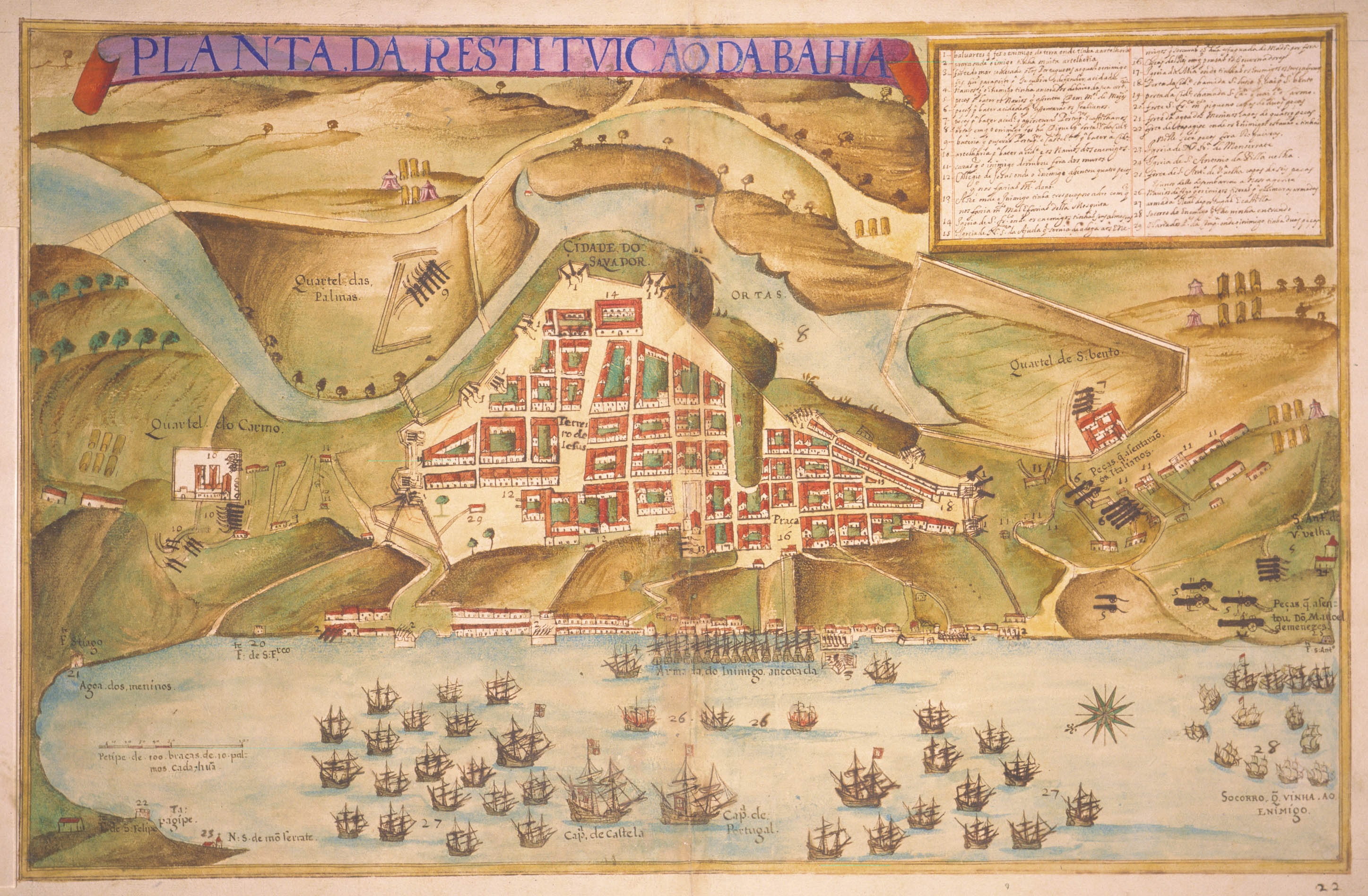
"خريطة لتحرير البرتغال لمدينة سالفادور البرازيلية في 1625" خواو تخسيرا ألبرناز 1631

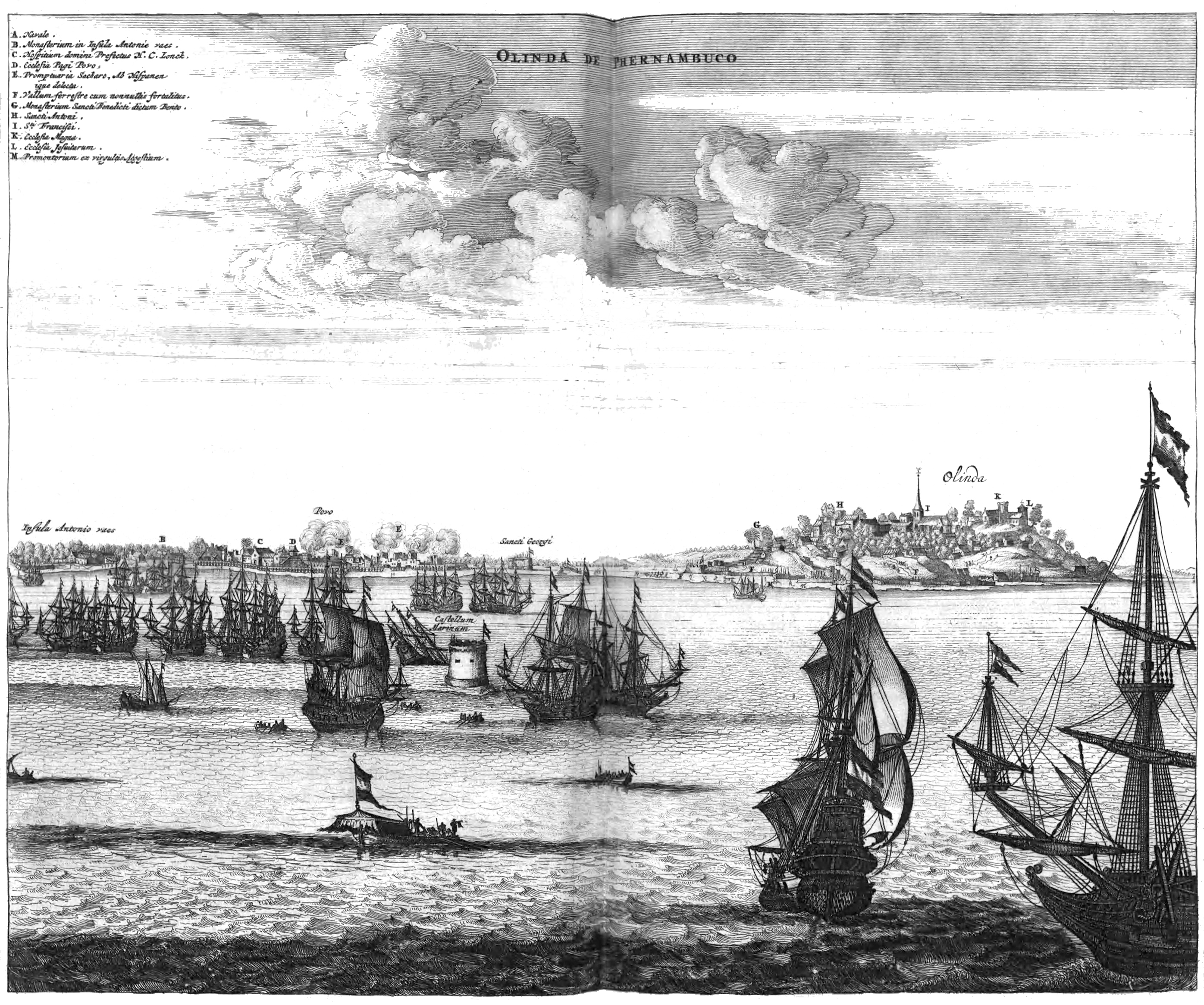
1630: الحصار الهولندي لأوليندا الموجودة في إمارة بيرنامبوكو البرازيلية، أكبر وأغنى منطقة منتجة للسكر في العالم.

بدأت هولندا وانجلترا وفرنسا طوال القرن 17 بافتراس مراكز البرتغال التجارية في الشرق، ثم تدخلوا في تجارة العبيد عبر الأطلنطي سريعة النمو. فتقوضت احتكار البرتغال في التجارة البحرية للتوابل والعبيد. وأدى ذلك إلى تراجع كبير في تجارة التوابل البرتغالية. وإلى حد أقل كان نقل الثروة من البرتغال عبر ملوك هابسبورغ للمساعدة في دعم الكاثوليك في حرب الثلاثين عاما قد خلق توترات داخل الاتحاد، وبالرغم من أن البرتغال استفادت من الجيوش الاسبانية في مساعدتها بلإحتفاظ بالبرازيل وتعطيل التجارة الهولندية. تلك الأحداث والأخرى التي وقعت عند نهاية أسرة أفيز وفترة الاتحاد الإيبيري قاد البرتغال إلى حالة من الاعتماد على مستعمراتها بدأت بالهند ثم البرازيل.
اندماج التاجين حرم البرتغال الاستقلال بالسياسة الخارجية، فأضحى أعداء اسبانيا اعداء للبرتغال. فإنجلترا كانت حليفة للبرتغال منذ معاهدة وندسور 1386. ولكن الحرب بين إسبانيا وإنجلترا أدى إلى تدهور العلاقات مع البرتغال حليفها القديم، فخسروا بسببها هرمز 1622. وكان عهدي ملوك البرتغال فيليب الأول والثاني سلميا بعض الشيء لأن التدخل القشتالي في شؤون برتغال لم يكن ملموسا، فاستمرت الإدارة للحكومات البرتغالية. ولكن بدءا من 1630 في عهد فيليب الثالث للبرتغال ازداد التدخل القشتالي في الوضع الداخلي فازداد السخط. فمشاركة البرتغال في حروب إسبانيا العديدة مثل: ضد المقاطعات المتحدة (حرب الثمانين عاما) وضد إنجلترا كلفتها أرواح عديدة وضياع فرص تجارية كثيرة. فالحرب ضد الهولنديين أدى إلى غزو العديد من البلدان في آسيا مثل سيلان مع أن البرتغاليين لم يسيطروا على كامل جزيرة سيلان ولكنهم كانوا قادرين على البقاء في المناطق الساحلية لبعض الوقت. وأيضا مراكز تجارية في اليابان وأفريقيا (مينا) وأمريكا الجنوبية حيث تعرضت البرازيل جزئيا لغزو من الفرنسيين والمقاطعات المتحدة. فاندلعت في البرتغال ثورتين شعبيتين في 1634 و1637، خاصة في المنطقة ألنتيجو، إلا أنها لم تصل إلى أبعاد خطيرة، ولكن في عام 1640 ضعفت القوة العسكرية الاسبانية بسبب حربها مع فرنسا والثورة الكتالانية، فمساعدة ملكة إنجلترا إليزابيث الأولى للثورات ضد الإسبان أكد بقاء التحالف.
استغل الهولنديين ضعف البرتغال في القرن 17 فاحتلوا العديد من مقاطعاتها في البرازيل وتمكنوا من الوصول إلى مزارع قصب السكر. وذلك بسبب عجز الأساطيل الإسبانية على حماية الطرق البحرية والموانئ الموجودة في جميع أنحاء العالم. هنا بدأت امتيازات النبلاء تزداد سوءا، وازداد قلق الإستقراطيين من فقدان مناصبهم وعوائدهم وازدادت الضرائب عليهم. ولم يعد بإمكان البرتغال ان تتفاوض مع أعدائها بسبب ارتباط مصيرها ببلاط مدريد. وبذلك وضعت المصالح البرتغالية في حالة خطر دائم. عينت شركة الهند الغربية الهولندية في سنة 1637 جون موريس منصب حاكم الممتلكات الهولندية في البرازيل. فحط في ميناء ريسيفي عاصمة بيرنامبوكو في يناير 1637. وبعد سلسلة من الحملات الناجحة، امتدت ممتلكات هولندا من سيرجيبي جنوبا إلى ساو لويز شمالا. ثم غزا الممتلكات البرتغالية في أفريقيا من قلعة المينا وساو تومي ولواندا بأنغولا على الساحل الغربي لأفريقيا. بعد تفكك الاتحاد الإيبيري في 1640 بدأت البرتغال في إعادة بسط سلطتها على أراضيها المفقودة من الإمبراطورية البرتغالية. كان الاختراق الهولندي في البرازيل طويلا وشاقا على البرتغال. فقد أمسكت الأقاليم السبعة عشر على جزء كبير من الساحل البرازيلي بما فيها باهيا (وعاصمتها سلفادور) وبيرنامبوكو (وعاصمتها ريسيفي) وبارايبا وريو غراندي دو نورتي وسيارا وسيرجيبي وسميت بالبرازيل الهولندية، في حين نهب القراصنة الهولنديين سفن البرتغال في كلا من المحيط الأطلسي والهندي. فأول ردة فعل هي حملة عسكرية أيبيرية قوية في 1625 استعادت فيها باهيا الواسعة وعاصمتها سلفادور ذات الأهمية الاستراتيجية. هذا وضع الأسس لاستعادة باقي المناطق التي يسيطر عليها الهولنديون. أما مناطق الأصغر حجما والأقل نموا فقد تعافت بفضل المقاومة المحلية والحملات البرتغالية فتخلصت من القرصنة الهولندية خلال العقدين التاليين.
ومن جانب آخر وسع الاتحاد الإيبيري حدود سيطرته في جميع أنحاء العالم، حيث الهيمنة البرتغالية على سواحل أفريقيا وآسيا التي تحيط بالمحيط الهندي، واسبانيا على المحيط الهادي وجانبي أميركا الوسطى والجنوبية في حين أن كليهما يتشاركان في حيازة الأطلسي.

## ضعف الاتحاد وثورة البرتغال

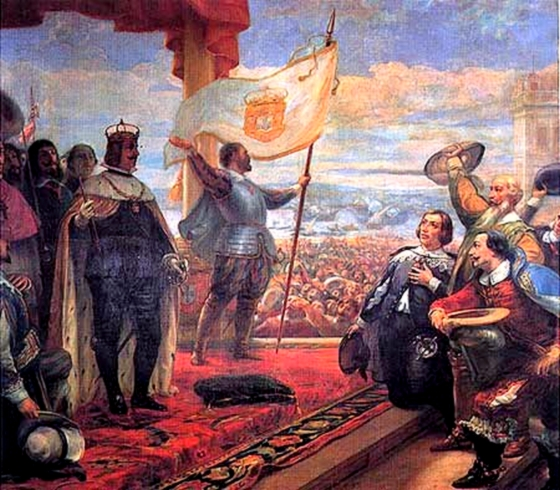
الإبتهاج بتنصيب جواو الرابع ملكا على البرتغال، بريشة فلوسو سالجادو في المتحف العسكري، لشبونة.

عندما توفي فيليب الثاني ملك البرتغال (فيليب الثالث ملك إسبانيا)، خلفه فيليب الثالث (والرابع لاسبانيا) الذي كان له نهج مختلف في القضايا البرتغالية. فزيادة الضرائب أثرت على التجار البرتغاليون. وبدأ النبلاء البرتغالي يفقدون أهميتهم في المحاكم العامة واحتل الإسبان المناصب الحكومية في البرتغال. وحاول فيليب الثالث في نهاية المطاف جعل البرتغال مقاطعة ملكية، وفقد النبلاء البرتغاليون كل قوتهم.
هناك العديد من المشاكل التي سببت بخسارة الدعم البرتغالي للوحدة مع اسبانيا. أحداهم هو الضغط من العاصمة وبالخصوص من دوق اوليفاريس الذي سعى لتوحيد وتقاسم العبء المالي والعسكري لحروب قشتالة في أوروبا. وبالكاد كان البرتغاليين يميلون للمساعدة في ذلك، كذلك لم تتمكن إسبانيا بمنع الاحتلال الهولندي للعديد من مستعمرات البرتغال، بالرغم من أن البرتغاليين والهولنديين كانوا اسميا تحت تاج واحد.
توج هذا الوضع ثورة للنبلاء والبرجوازية العليا في 1 ديسمبر 1640، أي بعد 60 عاما من تتويج فيليب الأول. اندلعت تلك الثورة المتوقعة مباشرة بعد الثورة الكتالانية الشعبية ضد التاج. وبدأ التخطيط للمؤامرة بقتل رئيس وزراء البرتغال ميغيل دي فاسكونسيلوس وسجن ابنة عم الملك نائبة الملك الذي كانت تحكم البرتغال باسمه. مستغلين أن القوات الإسبانية منشغلة في حرب الثلاثين عاما وتواجه أيضا ثورة في كاتالونيا في الجانب الآخر من الجزيرة الآيبيرية.
وعلى الفور ظهر الدعم الشعبي واضحا، وسرعان مانودي بدوق براغانزا ملكا على البرتغال باسم جواو الرابع. وفي 2 ديسمبر 1640 أرسل جون رسالة إلى دائرة بلدية ايفورا باسم الملك.

## حرب الاستعادة ونهاية الاتحاد
اندلعت حرب الاستعادة البرتغالية ضد فيليب الثالث (بالبرتغالية: Guerra da Restauração‏) والتي بدات بمناوشات صغيرة بالقرب من الحدود ثم بدأت المعارك تستعر. اما أهم المعارك فكانت معركة مونتيجو [الإنجليزية] في 26 مايو 1644 ومعركة خطوط الواس [الإنجليزية] (1659)، ومعركة أميزيال [الإنجليزية] (1663) ومعركة كاستيلو رودريغو [الإنجليزية] (1664) ومعركة مونتيس كلاروس [الإنجليزية] (1665) وقد انتصر البرتغاليون في جميع المعارك. ولكن الجيوش الإسبانية انتصرت في معركتي فيلانوفا (1658) وبيرلنغاز (1666). وأيضا لم تكن نتيجة معركة مونتيجو حاسمة، فقد بدأت بنجاح إسباني كبير وانتهت بنجاح البرتغال. وتقريبا كان عدد الضحايا متساويا.
ولتعزيز قواته كى يتمكن من النصر أصدر جواو الرابع العديد من القرارات. مثل إنشاء مجلس الحرب في 11 ديسمبر 1640 لتنظيم العمليات العسكرية. ثم بعد ذلك أنشأ المجلس العسكري للحدود للاهتمام بالحصون القريبة من الحدود وعمل دفاعات افتراضية للشبونة وللحاميات والموانئ البحرية. وقد أنشأ نظام الإجارة لضمان تطوير جميع الحصون وأن تدفع مع الضرائب الإقليمية. وكذلك نظم جواو الرابع الجيش، مسترجعا القوانين العسكرية للملك سيباستيان، وتطوير النشاط الدبلوماسي المكثف مركزا على استعادة العلاقات الجيدة مع إنجلترا. وخلال تلك المدة فقد كانت صفوة الجيش الإسباني مشغولة بمعارك ضد الفرنسيين في كاتالونيا وعلى جبال البرانس وإيطاليا وهولندا. بحيث لم تتلق القوات الإسبانية في البرتغال الدعم الكافي. ومع ذلك فإن فيليب الرابع لا يمكنه التخلي عما اعتبره ميراثه الشرعي. في الوقت الذي انتهت فيه الحرب مع فرنسا سنة 1659 فقد كانت جاهزية الجيش البرتغالي راسخة ومستعدة لمواجهة أي محاولة كبرى من نظام إسبانيا البالي لاستعادة السيطرة.
بعد انتصاره في عدة معارك حاسمة، حاول جواو بسرعة أن يحقق سلاما مع إسبانيا. إلا أن مطلبه في اعتراف فيليب بالسلالة الحاكمة الجديدة في البرتغال لم يتحقق إلا بعد أن حكم ابنه ألفونسو السادس حيث كانت ولاية العهد لشقيقه إنفانتي بيدرو (أصبح لاحقا الملك بيدرو الثاني).